# لمان چیداملی
لمان چیداملی (انگلیسی: Leman Çıdamlı؛ ۱ ژانویهٔ ۱۹۳۲ – ۱۸ دسامبر ۲۰۱۲) مجری تلویزیون و بازیگر اهل ترکیه بود. وی بین سال‌های ۱۹۷۴ تا ۲۰۰۵ میلادی فعالیت می‌کرد.